# Letheobia gracilis
Espèce
Synonymes
- Typhlops gracilis Sternfeld, 1910
- Rhinotyphlops gracilis (Sternfeld, 1910)
- Typhlops lumbriciformis Boulenger, 1896
- Typhlops leptosoma Witte, 1933
- Typhlops katangensis Witte, 1933

Letheobia gracilis est une espèce de serpents de la famille des Typhlopidae. 

## Répartition
Cette espèce se rencontre principalement dans le nord de la Zambie, dans l'ouest de la Tanzanie et dans le sud de la République démocratique du Congo. Elle est présente entre 700 et 1 400 m d'altitude.

## Description
L'holotype de Letheobia gracilis mesure 45 cm et pour un diamètre d'environ 0,6 cm.

## Étymologie
Son nom d'espèce, du latin gracilis, « fin », lui a été donné en référence à sa morphologie.

## Publication originale
- Sternfeld, 1910 : Neue Schlangen aus Kamerun, Abessynien und Deutsch-Ostafrika. Mitteilungen aus dem Zoologischen Museum in Berlin, vol. 5, p. 67-70 (texte intégral).